# Équipe de Monaco de Coupe Davis
L'équipe de Monaco de Coupe Davis est l'équipe représentant la Principauté de Monaco lors de la Coupe Davis, gérée par la  Fédération monégasque de tennis.

## Histoire
Monaco apparaît pour la première fois lors de l'éditon, 1929 de la Coupe Davis. Elle réalise sa meilleur performance en 1972 et 1973 lorsqu'elle concourt dans la Zone Europe.

## Sélection

### 2024 et 2025
- Valentin Vacherot[1]
- Benjamin Balleret[1]
- Hugo Nys[1]
- Romain Arneodo[1]